# Première bataille des lacs de Mazurie
Première Guerre mondiale
Batailles
Front d'Europe de l’Est
- Stallupönen (08-1914)
- Gumbinnen (08-1914)
- Tannenberg (08-1914)
- Île d'Odensholm (08-1914)
- Lemberg (08-1914)
- Krasnik (08-1914)
- Komarów (08-1914)
- Lacs de Mazurie (I) (09-1914)
- Przemyśl (09-1914)
- Vistule (09-1914)
- Łódź (11-1914)
- Limanowa (12-1914)
- Bolimov (01-1915)
- Zwinin (02-1915)
- Lacs de Mazurie (II) (02-1915)
- Przasnysz (02-03-1915)
- Schaulen (04-07-1915)
- Gorlice-Tarnów (05-1915)
- Boug (06-08-1915)
- Narew (07-08-1915)
- Novogeorgievsk (08-1915)
- Varsovie (08-1915)
- Sventiany (09-1915)
- Lac Narotch (03-1916)
- Offensive Broussilov (06-1916)
- Offensive de Baranavitchy (07-1916)
- Turtucaia (09-1916)
- Offensive Flămânda (09-1916)
- Argeș (12-1916)
- Offensive Kerenski (07-1917)
- Bataille de Riga (09-1917)
- Opération Albion (09-10-1917)
- Mărășești (08-1917)
- Traité de Brest-Litovsk (03-1918)
- Traité de Brest-Litovsk (03-1918)
- Bakhmatch (03-1918)

Front d'Europe de l’Ouest
Front italien
Front des Balkans
Front du Moyen-Orient
Front africain
Bataille de l'Atlantique
La première bataille des lacs de Mazurie est une bataille de la Première Guerre mondiale se déroulant entre le 7 et le 14 septembre 1914 sur le front de l'Est, en Mazurie (Prusse-Orientale). Elle oppose la 8e armée allemande  du général Hindenburg à la 1re armée russe du général Rennenkampf.
Les troupes allemandes du général Hindenburg tentent d'envelopper la 1re armée russe. Cette dernière, au prix de lourdes pertes, parvient à éviter l'anéantissement mais est contrainte de se replier au-delà des frontières de la Prusse Orientale.

## Contexte historique
Avec la destruction de la 2e armée russe du général Alexandre Samsonov lors de la bataille de Tannenberg, le plan russe d'une attaque combinée contre la Prusse Orientale est abandonné, mais la province reste théoriquement sous la menace de la 1re armée russe qui occupe des positions défensives sur une ligne entre Gumbinnen et Insterburg. L'état-major russe maintient son idée de porter la guerre en territoire allemand, c'est pourquoi le groupe d'armées du nord du général Yakov Jilinski crée une 10e armée russe dirigée par le général Vassili Pflug.
Les premières batailles du mois d'août à Stallupönen et à Gumbinnen sur le front de l'Est ont entrainé pour les Allemands un changement à la tête de la 8e armée , le général Maximilian von Prittwitz a été remplacé par le général Paul von Hindenburg. De même, deux corps d'armée et une division de cavalerie retirés du front de l'Ouest ont été envoyés en renfort. La destruction de la 2e armée russe donne temporairement aux Allemands une supériorité numérique que Hindenburg et son chef d'état-major Erich Ludendorff veulent mettre à profit pour écarter la menace de la 1re armée en brisant la ligne de front au Sud du dispositif russe. En utilisant le réseau ferroviaire local, ils parviennent à déplacer rapidement leurs troupes et à les positionner face aux Russes.

## Ordres de bataille

### Forces russes
Les forces de la 1re armée russe se répartissent du Nord au Sud :
- 20e corps d'armée (général d'infanterie Smirnow), 28e et 29e divisions d'infanterie
- 3e corps d'armée (général d'infanterie Jepantschin), 25e et 27e divisions d'infanterie
- 4e corps d'armée (général d'artillerie Alijew), 30e, 40e et 57e divisions d'infanterie
- 2e corps d'armée (général de cavalerie Scheidemann), 26e, 43e et 72e divisions d'infanterie autour de Lyck

### Forces allemandes
- corps de réserve de la Garde (General der Artillerie Max von Gallwitz), 1re division de réserve de la Garde et 3e division de la Garde autour de Allenburg
- Ier corps de réserve (General der Infanterie Otto von Below), 1re et 36e divisions de réserve autour de Gerdauen
- XIe corps d'armée (General der Infanterie Otto von Plüskow), 22e et 38e divisions d'infanterie face à Nordenburg
- XXe corps d'armée (General der Artillerie Friedrich von Scholtz), 37e et 41e divisions d'infanterie autour de Angerburg

L'aile sud forme l'aile enveloppante, stationnée entre Rastenburg et Sensburg, est chargée de tourner l'armée russe elle est formée par :
- XVIIe corps d'armée (General der Kavallerie August von Mackensen), 35e et 36e divisions d'infanterie couverte par la forteresse de Lötzen
- Ier corps d'armée (General der Infanterie Hermann von François), 1re et 2e divisions d'infanterie devant se diriger vers Arys
- 1re et 8e divisions de cavalerie en flanquement

Le flanc sud de la VIIIe armée allemande est protégée entre Neidenburg et Mława par les troupes de Landwehr du général Zastrow (de) formées de la 1re division de Landwehr et de la 3e division de réserve.

## La bataille
Le 7 septembre, les troupes du XVIIe corps d'armée allemand entament leur mouvement vers le nord de la forteresse Lötzen avec pour objectif de percer les lignes russes entre les lacs de Mazurie vers Kruklanki et Pozezdrze. Le Ier corps d'armée allemand situé au sud-est d'Arys, soutenu par les 1re et 8e divisions de cavalerie, participe au mouvement enveloppant et repousse des unités russes de la 43e division d'infanterie russe et de la 1re division de cavalerie russe. La cavalerie allemande atteint dans la journée Stare Juchy tandis que l'infanterie capture Regulowken et Wydminy.
Le 8 septembre, sur toute la ligne de front, l'artillerie allemande bombarde violemment les positions russes, obligeant les troupes russes à un lent repli. Au sud le mouvement enveloppant du XVIIe corps d'armée se heurte aux troupes du IIe corps d'armée russe vers Kruklanki, Pozezdrze et Wiesental (de) qui parviennent par des combats extrêmement violents à contenir les troupes allemandes et tentent de les envelopper. La situation des troupes allemandes s'améliorent en fin de journée avec l'arrivée en ligne du Ier corps d'armée.